# Polymixis roseotincta
Polymixis roseotincta är en fjärilsart som beskrevs av Brandt 1941. Polymixis roseotincta ingår i släktet Polymixis och familjen nattflyn. Inga underarter finns listade i Catalogue of Life.